# Monasterboice
Monasterboice (Mainistir Bhuithe) Írország, Louth megyében, Droghedától 13 km-re északra, az M 1-es útról letérve, a településtől déli irányba haladó mellékúton érhető el. A ma is használatban levő temetőjében volt az 5. században alapított monostor. Az emlékhely ennek a monostornak egyes épületmaradványait, valamint az épségben megmaradt 9-10. századtól készített nagykeresztjeit foglalj magába, s erről híres. Valószínűleg saját kőfaragó műhelye is volt, hiszen az országban több olyan kőkereszt is található, amely az itteni keresztek mintájára készült.

## A környezet

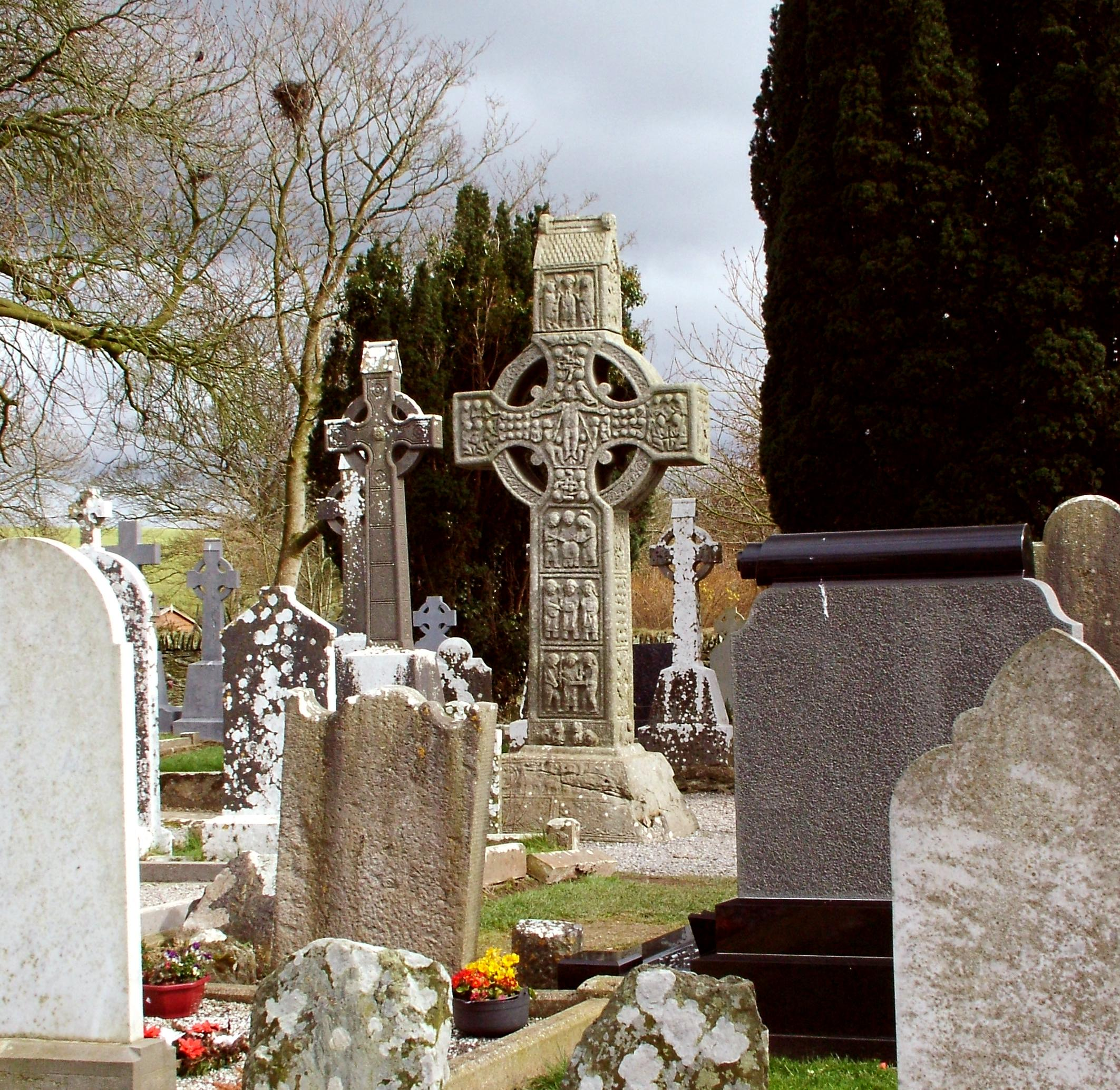
Kelta keresztek csoportja

A temetőkert emlékhellyé alakított területe az említett összekötő út mellett található (átellenes oldalon parkolók és időszakosan működő turista-kiszolgáló pavilon áll). A temetőkert jelenleg is működő, nyilvánosan megtekinthető, bejáratánál tábla és kerámialapokra festett tájékoztató térkép található. A temető jelentős kiterjedésű, folyamatosan használatban volt/van. A különböző korú és típusú síremlékeken túl található még itt egy templomrom és egy lefedetlen kerek-torony is.
1.) 2.)

## A monostor története
Mint a helyben talált számos ír kora keresztény emlék is megerősíti, a monostort Szt. Buithe (meghalt: 520) és Szt. Patrik alapította az i. e. 5. században. (A keresztény hagyományok Szt. Buithé-től származtatják a Bóinne folyó elnevezését is. Eszerint a szent ennél a folyónál - az égből leeresztett létra segítségével - ment fel a mennyországba.) A monostornak kiemelkedő szerepe volt a kora-ír kereszténység kialakulásában és szervezeti rendszerének létrejöttében. A monostort és települést 968-ban foglalták el a vikingek, amikor a tarai kelta nagykirályt, Donalt legyőzték. Az írországi kereszténység spirituális központjának szerepét a Monasterboice szomszédságában alapított ciszterci- rendű Mellifont Abbey vette át 1142-ben, s ettől kezdve az itteni monostor jelentősége lehanyatlott.

## Kulturális értékei
A területén kialakult temető őrzi a régi létesítmények romjait, emlékeit, s ugyanakkor folyamatosan - jelenleg is - temetőként használatban van. Főként ennek köszönhető, hogy a temetkezési emlékek történelem során végbement szerkezeti- és stílusbeli fejlődését és (át)alakulását e helyszínen szemléletesen figyelhetjük meg.

### 1. sz. "Muiredach nagykeresztje"
Az itteni nagykeresztek közül a legismertebb és a látványosabb. Vaskos, 3 méter magas. Szerkezetileg a nagykeresztek klasszikus tagolódásához híven: talapzatból (bázis), körmotívumba fogott kereszttel díszített középpillérből és fejezetből (kősapka) áll. A fejezet egy ház alakú ereklyetartó kőből készült változata, templomot ábrázol, tetején még cserépfedés is látható. A szakirodalom általánosan az Írországban készített legszebb "Biblia-kereszt"-nek tekinti (a felületén kialakított bibliai tartalmú reliefek miatt).

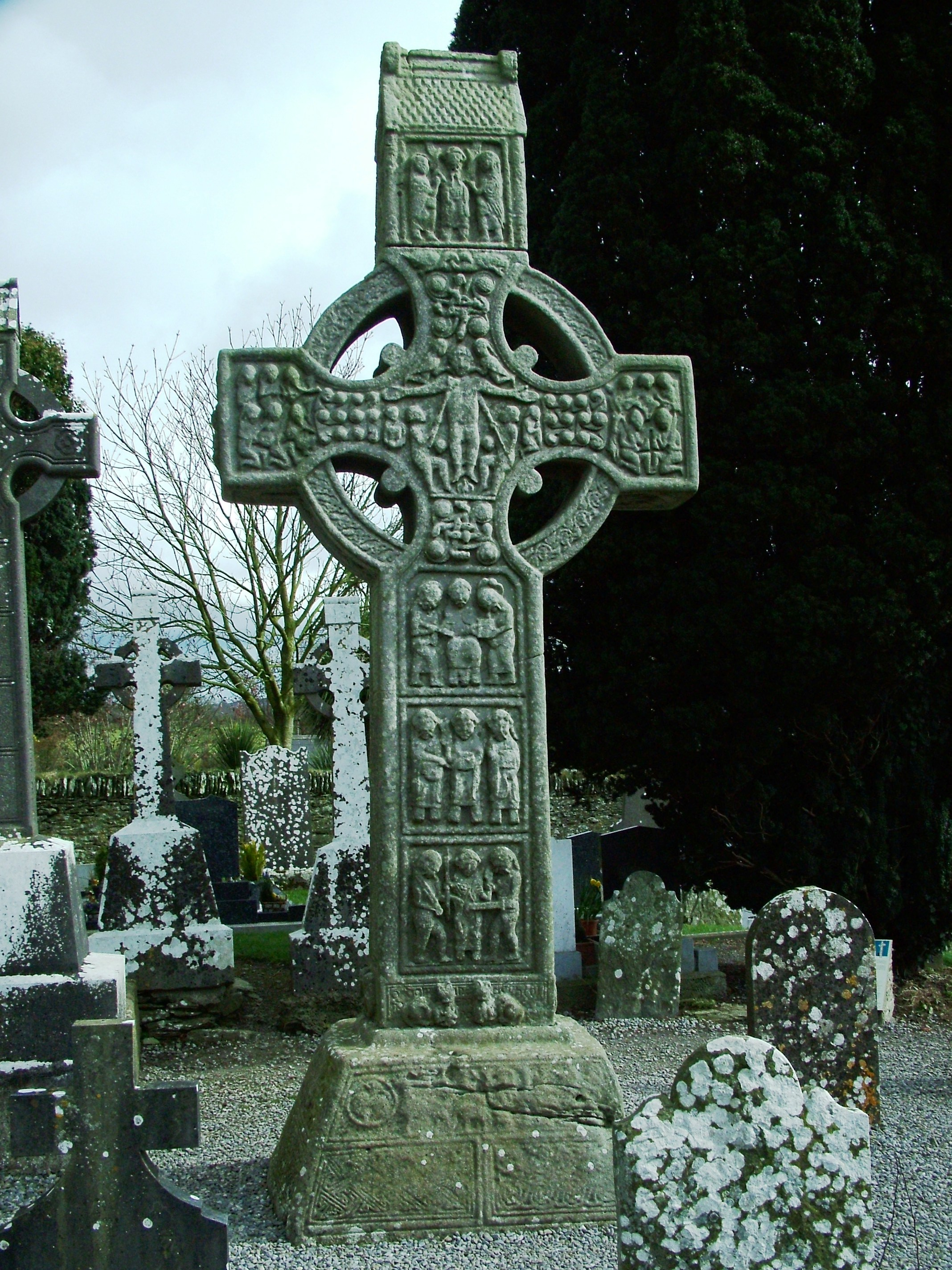
Muiredach-kereszt

Pontos datálása problémákat vet fel. A kereszt lábazatán szerepel a felállíttató neve: („Egy ima Muiredachért, A kereszt készítőjéért”) Mivel azonban két Muiredach apát is létezett, biztonsággal nem tudjuk, hogy melyik is állíttatta (az egyik 844-ben, a másik 921 vagy 622-ben halt meg). A kereszt esetében korábban a 10. századi, ma inkább a 9. századi keltezés felé hajlanak (P. Harbison (10.) A nagykereszt teljes felülete főleg bibliai jelenetekkel, valamint kelta díszítőmotívumokkal és asztrológiai ábrákkal van tele. A kereszt reliefjei az időjárás viszontagságai ellenére annyira plasztikusak maradtak, hogy mondanivalóik érthetők és kidolgozottságuk élvezhető. A kereszt keleti oldalát díszítő reliefek mondanivalójának középpontjában az utolsó ítélet áll. A kereszt középpontjában az ítélkező Krisztus áll, a kereszt karjain az utolsó ítéletkor feltámadtak tömege sorakozik. Jézus jobb oldalán álló Sátán vasvillával tereli a bűnös elkárhozottakat a pokolba. A pillérfelület fonatmintával keretezett reliefmezőiben bibliai jelenetek találhatók: Háromkirályok imádása, Mózes vizet fakaszt a sziklából, Dávid és Góliát harca, Ádám és Éva bűnbeesése, mellettük az Ábel meggyilkolására készülő Káin ábrázolásával. A nyugati oldal reliefjének főtémája az „Új Testamentum”, Krisztus születése illetve megfeszítése. Az oszlop alsó részén Jézust ábrázolja az apostolokkal, mely a jézusi kérdést szimbolizálja: "Miért szomorkodtok?", valamint Tamás hitetlensége elevenedik meg, majd további alakok szerepelnek, mint János evangélista, Szt. Péter és Szt. Pál, stb. A kereszten ábrázolták remete Szent Antalt és remete Szent Pált, az ír szerzetesek két nagy példaképét. 3.) Az ezerévnyi erózió a talapzatot erősebben megviselte. Ezért a rajta található reliefek értelmezése nem tekinthető kizárólagosnak. Néhány groteszk figurát is ráfaragott a kereszt készítője, mint például az utolsó ítéletkor a gonosz lelkeket alfelüknél a pokolba rúgó ördögöcskét, vagy az egymás szakállát tépő két bűnt.

### 2. sz. nagykereszt
A nagykereszt (lásd a nyitóképen) díszítése nagyon szép, elegánsan síkban tartott, szalagmintás arabeszk-hatású. Ez a szintén vaskos termetű nagykereszt a18-19. századból származhat, amikor az ír nemzeti mozgalmak hatására felújuló romantikus középkori (és katolikus) hagyománytisztelet a monumentális temetődíszítésekben is visszacseng.

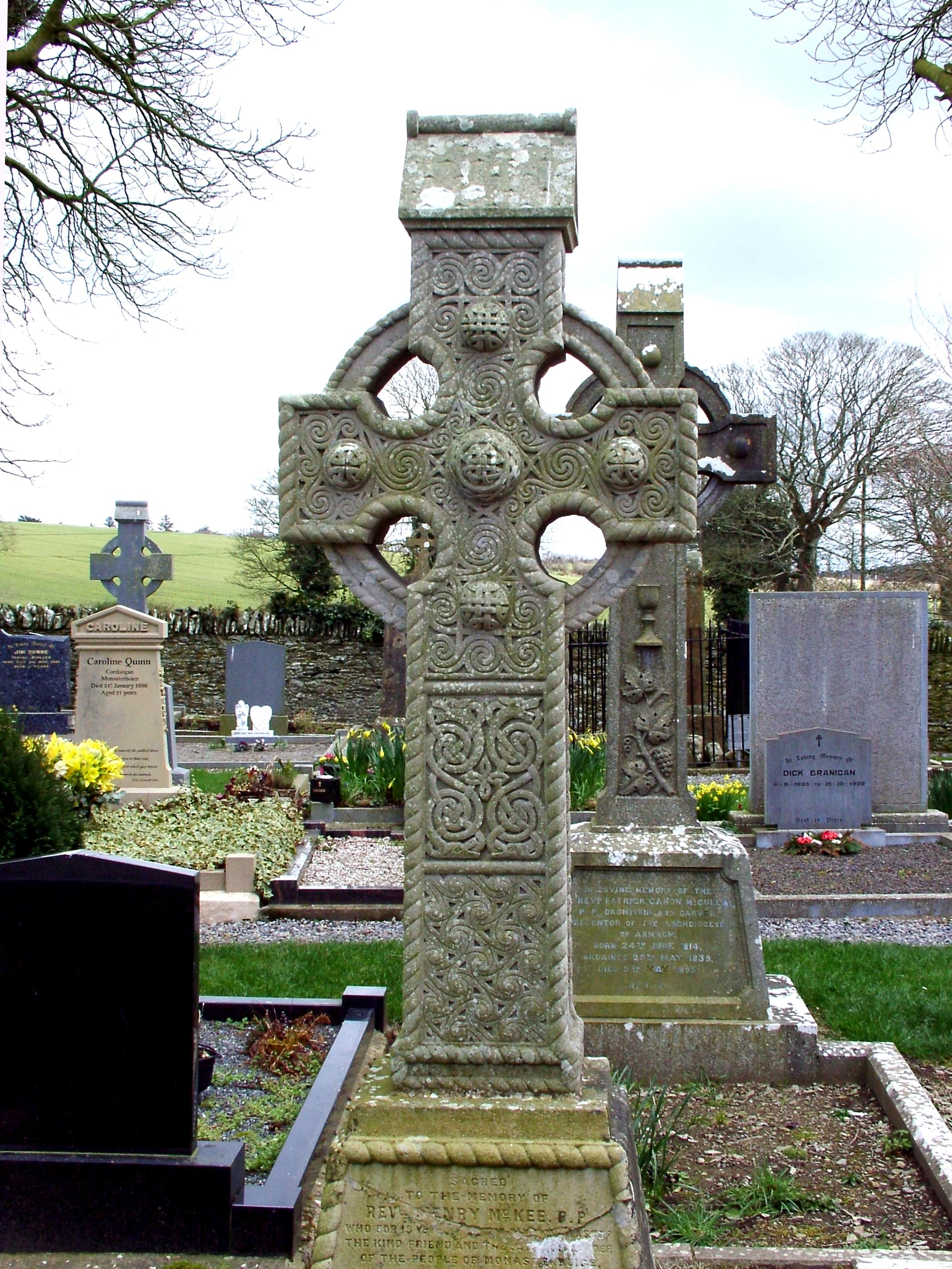
2. sz. Kelta Nagykereszt

A nagykereszt szerkezeti tagolódása az 1. számúéval egyező, sisakja egyszerűbb, csak sátortetőt ábrázol. Reliefdíszítéséből teljesen hiányzik az alakos ábrázolás. Előképe a 8. században készített Ahenny nagykeresztje lehetett, mert itt is a kelta fém- és ékszerdíszítésnél megszokott átfonódó szíj- és spirálmintákkal találkozunk. A kőkereszt nyugati oldala teljesen puritán, a felületek fonatmintás keretezésén kívül csak - a keleti oldalon is megtalálható - a kereszt karjain és közepén elhelyezett öt félgömb-mintát találjuk (az ötös szám kelta mitológiából származó misztikus szám).4.)

### 3. sz. nagykereszt
A temetőkert középtáján található, sötétszínű, gránit-kőből készült nagykereszt jó fizikai állagú, de az írországi tiszta levegő miatt zuzmófoltos.
A nagykereszt korbeazonosítása - a lábazati szövegmező olvashatatlansága miatt - lehetetlen.
Szerkezeti vonatkozásban eltér mind az 1., mid az 5. jelű nagykereszttől, ugyanis a sisak- és kereszttel díszített pilléreleme egybefaragott. A lábazati (bázis)-elem lényegesen magasabb az előbbiekénél, így környezetéből reprezentatívan kiemelkedik. A nagykereszt díszítése kizárólag stilizált, könnyen áttekinthető kelta egymásba font szalagmotívumokból áll.
Főmotívuma a keleti oldali keresztmező közepén elhelyezett, szalagdíszből formált Krisztus-embléma: „IHS”. A pillér felülete reliefmezőkre osztott, egyik-másikának szalagfonatában ír-kelta módra elrejtett kereszt-motívummal. 5.)

### 4. sz. nagykereszt

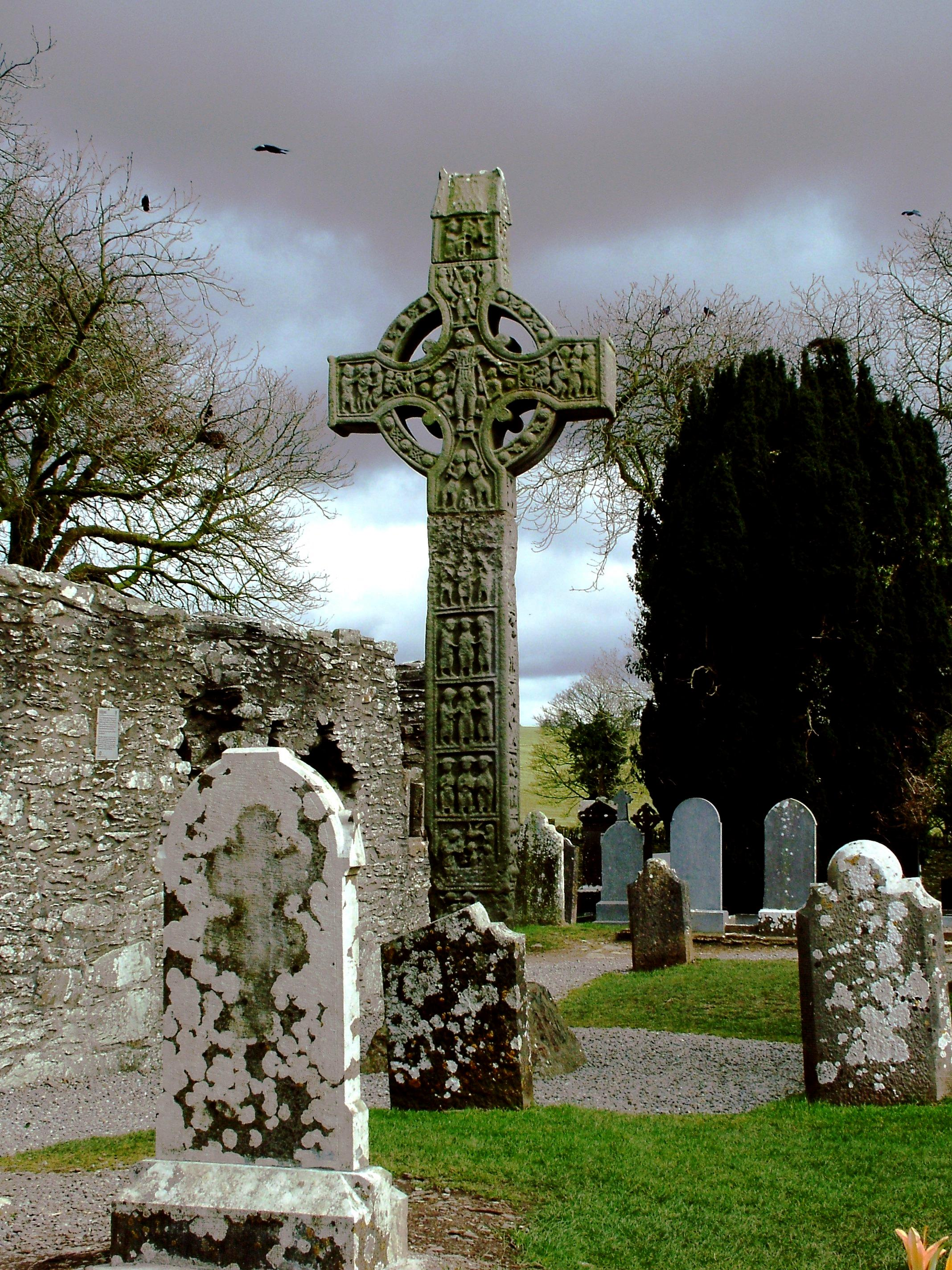
5. sz. Long Cross

A temetőkert déli szélén található nagykereszt talapzatán található felírás szerint 1925 körül állíthatták. Szerkezeti tekintetben – hasonlóan a 3. számúhoz – a sisak-és pillérelemet egybe faragva alakították ki. A nagykereszt díszítése alapvetően dekoratív, a mezőszélek fonatszegélyezésén belül további elkülönülő mezőkre osztott. A főmotívum mindkét oldalon a kereszt-elemen elhelyezett ötös (rituális számú) domborulat, s ezek különlegessége, a rajtuk alkalmazott őskelta fémművességből származó „triskelés” (hármasforgós bevágás). E nagykereszt sajátos jellegét a viszonylag modern összhatáson belül megjelenő ősi kelta(ír), átvitt allegorikus értelmet is hordozó elemek alkalmazása adja, mint például a legalsó ábramezőben megjelenő fonatvégi sárkány(vagy kígyó-)fejek.6.)

### 5. sz. „Hosszú Kereszt”
Írország legmagasabb, 6 és fél méteres hosszúkeresztje (West–, vagy Tall Cross néven is említik) a két régi templom bejáratánál sokkal rosszabb állapotban maradt meg, mint az előzők, de még így is, sudár magasságával a körbevevő térség dinamizmust sugárzó, monumentális középpontját képezi.
Szerkezeti kialakítását tekintve – feltehetően nagyobb és karcsúbb méretei miatt – az előzőktől eltérően - a középső, kördíszítés-keresztes pillérét két külön elemként alakították ki és kőcsappal a helyszínen kapcsolták össze. Ez most, az időjárás okozta erózió hatására markánsan kirajzolódik. A nagykereszt díszítésének mondanivalója hagyományos, a Muiredach-kereszt témáihoz hasonló ábrái közül sok még most is jól kivehető. A Keleti oldal főmotívuma itt is az utolsó ítélet, a nyugatin pedig Krisztus keresztre feszítése.
Az Ó- és Újszövetség epikus mondanivalóját hordó faragott pillérmezők a mintegy ezeréves klímahatások miatt nehezen értelmezhetők, de jellegzetes módon - talán éppen az ábrák mállása és el-életlenedése következtében – összhatásukban az ősi ír-kelta vonaldíszítés jellegéhez és elvonatkoztató értelmezéséhez közelítenek (l. részletkép).
7.) , 8.) ,9.)

### Befejezetlen kereszt
A temetőkert északkeleti-, félreeső részén egy fémkerítéssel lehatárolt sírmezőt olyan magas (az 5-öshöz hasonló méretű) kőkereszt díszíti, amelynek félbemaradt kialakítása szembetűnő. A kőkereszt nyugati oldalán a keresztmezőben kifaragott „Keresztre feszítés” motívumán kívül más díszítés hiányzik. A félbehagyás oka nem ismert. Az ilyen módon befejezetlenül felállított kereszt kapcsán felvetődhet a kérdés, hogy egyes, nagyméretű nagykereszteket – nehéz és sérülésveszélyes mozgatásuk elkerülése érdekében – esetleg nem műhelyben, hanem „in situ” faragták-e a kőfaragó mesterek?

### Kerek torony csonka romja
Mint általában az írországi kora középkori monostorokban Monasterboice is rendelkezett egy védelmet, értékmentést szolgáló kerektoronnyal. Ezek hagyományos kialakítása, éghetetlen anyagból (kőből) való kivitelezésük, magasban elhelyezett, elzárható bejáratuk szinte típusszerű. A monasterboicei ma romként áll a temetőkert nyugati részében.10.)

### Templomromok
A hajdani monostor két temploma közül az egyik falmaradványai az 5-ös számú „Tall Cross” szomszédságában áll. Megtekintésre érdemes részei az idők folyamán eltűntek. A másik templom a temetőkert folyamatos betelepülése miatt ma már nem is látható.
11.)

### Kőbe faragott napóra
Egy 8. század környékén kőbefaragott napóra látható még a templomkertben. Vélhetően ez nem síremlékként került ide, hanem gyakorlati haszna a kolostorlakók számára mutatott naponkénti idő előrehaladását szolgálta..

## Egyebek
Monasterboice történelmi-, illetve ír nemzeti, vallástörténeti jelentősége mellett kiemelkedő helyet foglal el az ír művészet- és kultúrtörténet vonatkozásában. Ennek legszembetűnőbb dokumentumai ma kőbefaragott írásokként jelennek meg. Az itt található ősi ír-kelta síremlékek jelentőségével vetekszik az a tény, hogy ezen a helyszínen nemcsak ezek megtekintésére nyílik lehetőség, de az általuk megfogalmazott és alkalmazott technikai, stílusbeli (eszmei) eszköztár történelem folyamán létrejött változásai, újraalkalmazásuk és újrafogalmazásuk is elénk tárul.
- xx

A tételesen felsorolt kőemlékeken kívül számtalan, hasonló, vagy más formára – például kőlapokra – kisebb-nagyobb részletekben átvett, vagy továbbgondolt motívumaik az ír-kelta díszítőművészet évszázadokon át fennálló – a mindenkori értelmezések szerinti – jól/rosszul való alkalmazásának folyamatosságát reprezentálják, s remélhető, hogy előbb/utóbb ennek ilyen módon való kutatására, értelmezésére is sor kerülhet.

## Szakirodalom
- (1) Sean Dufy (szerk.): ATLAS of IRISH HISTORY (2.ed.) - G. Macmillan 2000. ISBN 978-0-7171-3093-1
- (2) Peter Zöller: IRLANDS ERBE - G. Macmillan, 2001. ISBN 0-7171-3208-0
- (3) Nathaniel Harris: HERITAGE of IRELAND – Bounty Books, 2006. ISBN 0-7537-0556-7
- (4) Kevin Eyres: THE SECRETS of IRELAND – Star Fire Books, 2006. ISBN 1-84451-466-8
- (5) L. Gerard – S.T. Perry: Írország (Utikönyv) Panemex-Grafo 2006. ISBN 963-949-154-3
- (6) J-P. Mohen: Standing Stones (3. kiad.) - Thames & Hudson, 2004. ISBN 0-500-30090-9
- (7) Christiane Eulére: The Celts First Masters of Europe (4. kiad.) - Thames & Hudson, 2004. ISBN 0-500-30034-8
- (8) J-B. Duroselle: Európa népeinek története – Officina Nova, 1990. (ISBN ?)
- (9) Städten des Kulturerbes in Ireland 2007. (www.heritageireland.ie)
- (10) Lloyd és Jennifer Laing: Kelta művészet - Glória K. 2006. ISBN 963-9283-96-7